# Знам'янський собор (Курськ)
Собор ікони Божої Матері «Знамення» (Знам'янський собор) — православний храм у Курську, кафедральний собор Курської митрополії та єпархії Російської православної церкви. Розташований в історичному центрі міста на території Знам'янського монастиря. Побудований у 1816—1826 роках на честь перемоги у Вітчизняній війні 1812 року. Храм був зведений у стилі класицизму, відобразивши в собі риси західноєвропейського Ренесансу, і має традиційну хрестово-купольну конструкцію, хрестоподібну в плані, зі значно подовженою західною частиною. Протягом тривалого часу собор був почесним місцем зберігання шанованої чудотворної Курської Корінної ікони Божої Матері «Знамення», з собору щорічно відбувався хресний хід з перенесенням ікони «Знамення» в Курську Корінну Різдво-Богородичну пустель. Будівля собору за свою тривалу історію зазнала ряду суттєвих реконструкцій, в 1943 році було серйозно пошкоджено при пожежі. З 1937 по 1992 рік у будівлі розташовувався кінотеатр «Жовтень». Нині є пам'яткою архітектури федерального значення..

## У мистецтві

### У образотворчому мистецтві
Знам'янський собор зображений на гравюрі «Курськ» А. Г. Ухтомського 1821 року за малюнком І. Рамбауера, що зняла вигляд на так звану Міську частину губернського Курська зі схилу Закурної частини міста. Примітно, що у гравюрі будинок собору, розташований у її центральній частині, має ще початковий кубічний основний обсяг із трьома портиками, без прибудованої 1826 року трапезної із двома дзвінними вежами, її майбутньому місці виразно видно західний портик.

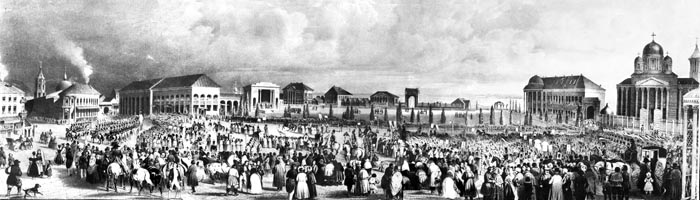
Винесення ікони «Знамення». 1839 рік. Літографія Бішебуа, Адама та Бушо з оригіналу Ф. А. Джунковського. Праворуч - Знам'янський собор

Іншим художнім зображенням Знам'янського собору є літографія «Винос ікони» Бішебуа, Адама і Бушо 1839, виконана в Парижі з оригіналу Ф. А. Джунковського, один з екземплярів якої зберігається в Державному Російському музеї. На літографії зображено Червону площу Курська в день виносу зі Знам'янського собору ікони «Знамення» перед початком хресного ходу в Курську Корінну Різдво-Богородичну пустель. Сам Знаменський собор розташований у правій частині літографії, причому зображення його має явні неточності: видно лише одна дзвіниця з тісно поставленими колонами, а не дві дзвіниці, кожна з яких мала широкі прорізи для вільного дзвону, як це було насправді.

### У художній літературі
Історія замаху на ікону «Знамення» в 1898 взята Леонідом Андрєєвим за основу сюжету п'єси «Сава» (1906), де під ім'ям революціонера Сави виведений Уфимцев. У п'єсі нігіліст Сава підмовляє одного ченця-п'яницю з багатого монастиря, відомого чудотворною іконою Спасителя, за гроші підкласти вибуховий пристрій під цю ікону, щоб підірвати віру прихожан у чудотворність образу перед великим церковним святом, на яке збирається велика кількість віруючих. Монах погоджується, але в останню хвилину, злякавшись, розповідає про все ігуменові. Ігумен, порадившись із братією, приймає рішення використати цю обставину «на славу Божу» та для збільшення доходів монастиря. Він наказує ченцю покласти бомбу в сіни ікони, а сам виносить чудотворний образ. Після вибуху ігумен таємно повертає ікону на колишнє місце і демонструє «диво». П'єса була заборонена цензурою в 1906.

### У кінематографі
У Знам'янському соборі та на його тлі розгортається велика кількість сцен художнього фільму «Не вкради» режисера Олексія Феоктистова, який вийшов на екрани у 2012 році і заснованого на реальних подіях викрадення з кафедрального собору точного списку з оригіналу Курської Корінної ікони Божої Матері у 2006 року. Фільм був випущений «Об'єднаною редакцією МВС Росії» спільно з кінокомпанією «Zet Cinematic Limited» за сприяння УМВС Росії Курської області. У головних ролях знімалися Марія Берсенєва та Олег Харитонов. За сюжетом, команда професіоналів на чолі з головним героєм — слідчим Михайлом Миколаєвим (Олег Харитонов) — йде слідами викрадачів ікони, стикаючись із протидією «перевертнів» у погонах. Прототипом головного героя послужив полковник Михайло Колаєв, який у 2006 році обіймав посаду заступника начальника карного розшуку УВС Курської області. Фільм не є документальним, у картині присутній художній вигадка.

## Філателія
Зображення Знам'янського собору присутні на художніх маркованих конвертах Пошти СРСР та Пошти Росії. 16 квітня 1986 року Поштою СРСР було випущено конверт із зображенням кінотеатру «Жовтень» (художник — М. Музикантова) 1 липня 2013 року Поштою Росії тиражем 500 тисяч штук випущено художній маркований конверт із зображенням старовинної листівки — дореволюційної фотографії Знам'янського собору (дизайн конверта Х. Бетредінової), присвячений 400-річчю Курського Знам'янського монастиря. Пам'ятне гасіння поштового конверту відбулося у Знам'янському соборі 29 вересня 2013 року. У цьому заході взяли участь митрополит Курський і Рильський Герман, архієпископ Берлінсько-німецький і Великобританський Марк, єпископ Залізногірський та Льговський Веніамін.

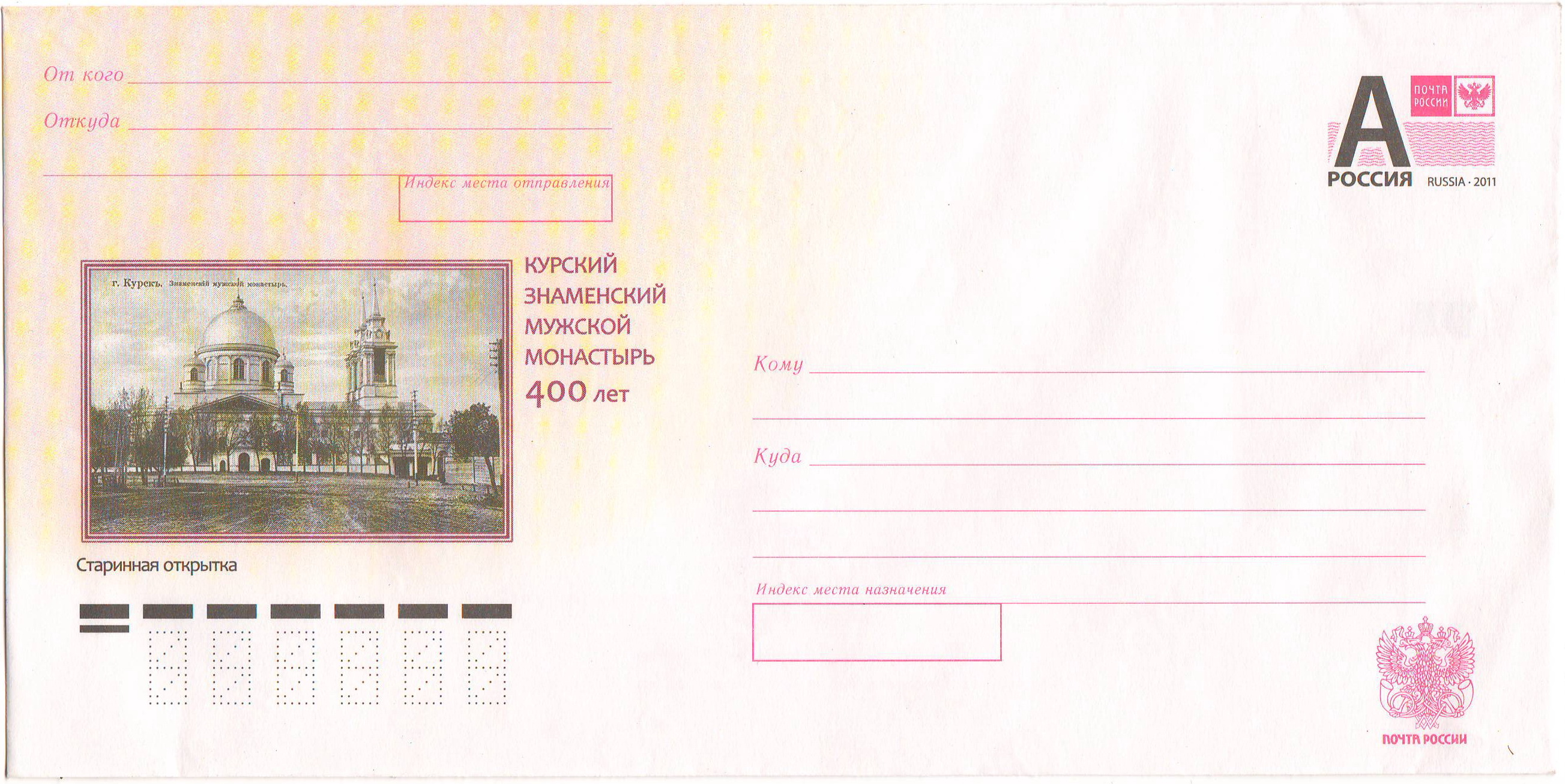
Художній маркований конверт Пошти Росії, присвячений 400-річчю Курського Знам'янського монастиря. 01.07.2013 р. Дизайн Х. Бетредінової